# Трумен (фильм)
«Трумэн» (англ. Truman) — телевизионный фильм режиссёра Фрэнка Пирсона (англ. Frank Pierson), основан на реальных событиях и рассказывает об американском президенте Гарри Трумэне. Экранизация книги Дэвида Маккалоу.

## Сюжет
Биографический очерк об американском президенте Гарри Трумэне и его политическом пути от «человека из ниоткуда» до сенатора, вице-президента, а в конечном итоге и до Президента США. Фильм рассказывает о непростом решении, принятом Гарри Трумэном, в отношении атомной бомбардировки японских городов Хиросима и Нагасаки, а также о первых послевоенных выборах Президента США. Фильм охватывает 35 лет жизни политика.
Фильм начинается рассказом о молодых годах Трумэна. Когда ему было 33 года, Трумэн собирался жениться на девушке Бесс Уоллес, но патриотический долг призвал его в армию. Трумэн служит в Европе во времена Первой мировой войны. После возвращения на родину Трумэн женится на Бесс, у них рождается дочь Маргарет. Трумэны открывают небольшой магазинчик, но в США приходят времена Великой депрессии. Трумэн отчаянно пытается найти деньги для покрытия долгов, и с радостью принимает предложение мэра Канзас-сити Тома Пендергаста занять должность окружного судьи. Свою новую должность Трумэн воспринимает очень серьёзно, на компромиссы и «тёмные делишки» не идёт, а ответа «нет» и вовсе не признаёт. Дальше политическая карьера Трумэна начинает стремительно развиваться. Трумэн отправляется в Вашингтон и баллотируется в Сенат. Несмотря на то что ни Трумэну, ни Бесс не нравится Вашингтон и политики, Трумэн продолжает стремиться «наверх». После смерти Рузвельта, на плечи Трумэна ложится самая сложная задача: управлять огромной страной, находящейся в состоянии войны. На его долю выпадают непростые решения о бомбардировке Японии, Корейская война, создание ООН, Маккартизм и Джо Маккарти, Холодная война. Всё это время рядом с ним верная и преданная Бесс, готовая поддержать в любой ситуации.

## В главных ролях
- Гэри Синиз — Гарри Трумэн
- Дайана Скаруид — Бесс Трумэн
- Ричард Дисарт — Генри Стимсон
- Колм Фиоре — Чарли Росс
- Джеймс Гэммон — Сэм Рэйберн
- Тони Голдуин — Кларк Клиффорд
- Мэриэн Селдес — Элеонора Рузвельт
- Дэниэл Фон Барген — Дуглас Макартур

## Награды
- Премия Американского общества кинооператоров — Полу Эллиоту
- Премия CableACE — Гэри Синизу за главную роль
- Премия Эмми — лучший телевизионный фильм года
- Премия Золотой глобус — Гэри Синизу за главную роль
- Премия Золотой глобус — лучший телевизионный фильм года
- Премия Гильдии кинопродюсеров — лучший телевизионный фильм года
- Премия Гильдии киноактёров — Гэри Синизу за лучшую главную роль

Фильм высоко оценен критиками и специалистами.